# ФК Стразбур
ФК Стразбур (фр. RC Strasbourg) је француски фудбалски клуб из Стразбура. Основан је 1906. године.
Клуб је сезону 2010/11. завршио на 3. месту у Трећој лиги Француске, али Национална дирекција за контролу менаџмента на крају сезоне клуб избацује у ранг ниже (аматерски ниво) због финансијских разлога (недостајало милион евра за балансирање буџета за сезону 2010/11), тако да је клуб по први пут од 1933. (када је постао професионалан) изгубио професионални статус (изузев Другог светског рата).
Стразбур је један од шест клубова који су освојили сва три главна трофеја у француском фудбалу, Шампионат 1979, Куп 1951, 1966, 2001. и Лига куп 1997. и 2005. Такође спада међу осам клубова који су одиграли више од 2000 мечева у Првој лиги Француске (56 сезона).

## Успеси
- Прва лига Француске
  - Првак (1): 1979.
- Друга лига Француска
  - Првак (1): 1977, 1988.
  - Промоција у Прву лигу (8): 1934, 1953, 1958, 1961, 1972, 1992, 2002, 2007.
- Куп Француске
  - Освајач (3): 1951, 1966, 2001
- Француски Лига куп:
  - Освајач (2): 1997, 2005
- Интертото куп
  - Победник (1): 1995

## Стадион
Стразбур своје домаће утакмица игра на стадиону Ла Мено у Стразбуру. Капацитет стадиона је 29.320 гледалаца. Отворен је 1914. године, а последње реновирање је имао 2001. године.
Ла Мено је био домаћин једне утакмице на Светском првенству у фудбалу 1938. За Европско првенство 1984. је обновљен из темеља, а био је домаћин утакмице Западне Немачке и Португала коме је пристуствовало за стадион рекордних 44.566 гледалаца. Такође је 1988. био домаћин финала Купа победника купова.

## Стразбур у европским такмичењима
| Сезона   | Такмичење             | Коло               | Држ.               | Клуб                | Резултат      | УЕФА коефицијент |
| -------- | --------------------- | ------------------ | ------------------ | ------------------- | ------------- | ---------------- |
| 1961/62. | Куп сајамских градова | 1. коло            | Мађарска           | МТК                 | 1:3, 2:10     | 0.0              |
| 1964/65. | Куп сајамских градова | 1. коло            | Италија            | Милан               | 2:0, 0:1      | 10.0             |
|          |                       | 2. коло            | Швајцарска         | Базел               | 1:0, 5:2      | 10.0             |
|          |                       | Осмина финала      | Шпанија            | Барселона           | 0:0, 2:2, 2:2 | 10.0             |
|          |                       | Четвртфинале       | Енглеска           | Манчестер јунајтед  | 0:5, 0:0      | 10.0             |
| 1965/66. | Куп сајамских градова | 1. коло            | Италија            | Милан               | 0:1, 2:1, 1:1 | 2.0              |
| 1966/67. | Куп победника купова  | 1. коло            | Румунија           | Стеауа Букурешт     | 1:0, 1:1      | 5.0              |
|          |                       | Осмина финала      | Бугарска           | Славија Софија      | 1:0, 0:2      | 5.0              |
| 1978/79. | УЕФА куп              | 1. коло            | Шведска            | Елфсборг            | 0:2, 4:1      | 5.0              |
|          |                       | 2. коло            | Шкотска            | Хибернијан          | 2:0, 0:1      | 5.0              |
|          |                       | 1/8                | Њемачка            | Дуизбург            | 0:0, 0:4      | 5.0              |
| 1979/80. | Лига шампиона         | 1. коло            | Норвешка           | Старт Кристијансанд | 2:1, 4:0      | 8.0              |
|          |                       | Осмина финала      | Чехословачка       | Дукла Праг          | 0:1, 2:0      | 8.0              |
|          |                       | Четвртфинале       | Холандија          | Ајакс Амстердам     | 0:0, 0:4      | 8.0              |
| 1995.    | Интертото куп         | Група 11           | Аустрија           | Тирол Инзбрук       | 4:0           | 0.0              |
|          |                       | Група 11           | Турска             | Генчлербирлиги      | 4:1           | 0.0              |
|          |                       | Група 11           | Израел             | Хапоел Петах Тиква  | 0:0           | 0.0              |
|          |                       | Група 11           | Малта              | Флоријана           | 4:0           | 0.0              |
|          |                       | Осмина финала      | Аустрија           | Форвертс Штајр      | 4:0           | 0.0              |
|          |                       | Четвртфинале       | Француска          | Мец                 | 2:0           | 0.0              |
| 1995/96. | УЕФА куп              | Кв.                | Аустрија           | Тирол Инзбрук       | 1:1, 6:1      | 4.0              |
|          |                       | 1. коло            | Мађарска           | Ујпешт              | 3:0, 2:0      | 4.0              |
|          |                       | 2. коло            | Италија            | Милан               | 0:1, 1:2      | 4.0              |
| 1996.    | Интертото куп         | Група 11           | Русија             | Урал                | 1:1           | 0.0              |
|          |                       | Група 11           | Бугарска           | ЦСКА Софија         | 0:0           | 0.0              |
|          |                       | Група 11           | Турска             | Коџаелиспор         | 1:1           | 0.0              |
|          |                       | Група 11           | Малта              | Хибернијанс         | 2:0           | 0.0              |
| 1997/98. | УЕФА куп              | 1. коло            | Шкотска            | Ренџерс             | 2:1, 2:1      | 8.0              |
|          |                       | 2. коло            | Енглеска           | Ливерпул            | 3:0, 0:2      | 8.0              |
|          |                       | Осмина финала      | Италија            | Интер Милано        | 2:0, 0:3      | 8.0              |
| 2001/02. | УЕФА куп              | 1. коло            | Белгија            | Стандард Лијеж      | 0:2, 2:2      | 1.0              |
| 2005/06. | УЕФА куп              | 1. коло            | Аустрија           | ГАК                 | 2:0, 5:0      | 14.0             |
|          |                       | Група А            | Швајцарска         | Базел               | 2:0           | 14.0             |
|          |                       | Група А            | Норвешка           | Тромсо              | 2:0           | 14.0             |
|          |                       | Група А            | Италија            | Рома                | 1:1           | 14.0             |
|          |                       | Група А            | Србија и Црна Гора | Црвена звезда       | 2:2           | 14.0             |
|          |                       | Шеснаестина финала | Бугарска           | Литекс              | 2:0, 2:0      | 14.0             |
|          |                       | Осмина финала      | Швајцарска         | Базел               | 0:2, 2:2      | 14.0             |

Укупан УЕФА коефицијент: 57.0